# سیارک ۲۶۵۱۸
سیارک ۲۶۵۱۸ (به انگلیسی: 26518 Bhuiyan، نامگذاری:2000CM65)۲۶۵۱۸مین سیارک کشف شده‌است که در ۰۴ فوریه ۲۰۰۰ کشف شد.